# 电子设备冷却
电子设备冷却包括电子系统的热设计、分析和实验表征，是保证电子设备和系统持续稳定工作的重要环节，其应用范围涵盖了普通电子计算机、红外遥感系统、卫星系统、深海潜艇电子系统等。   
传统的电子设备冷却系统常采用被动散热方式，例如计算机散热常采用散热器扩大电子元件与空气的接触面积，从而提高空气对流散热的效率，以降低元件外壳温度。同时，也可利用风增加对流。
热设计和分析是根据设计规则或传热相关性，使用手工计算或电子表格进行的。还使用计算机辅助工程工具，例如计算流体动力学。

## 主动电子冷却

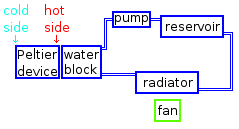
电子设备的常规珀耳帖冷却装置

除了被动导热外，电子设备的冷却还可以通过热电冷却装置实现。热电冷却属于主动冷却，需要消耗电能。
当向n 型（p 型）半导体材料施加外部电压时，电场力会将自由电子（空穴）从一端向另一端驱动，并同时输运电子动能和熵。达到稳定状态后，半导体内部会建立起一个温度梯度，用以平衡电场的驱动力，此即为热电学中的珀耳帖效应。基于此效应制成的制冷或冷却装置被称为珀耳帖冷却器。一个珀耳帖冷却器至少由一个n 型脚和一个p 型脚组成，也称为珀耳帖结。尽管珀耳帖冷却器的效率通常仅为逆卡诺循环制冷的10-15%或蒸汽压缩循环制冷效率的40-60%，但由于其固态、低维护需求、尺寸紧凑和无噪音等特殊性质，可能依然是某些特殊应用场景的唯一选择，包括卫星、潜艇和极其紧凑的空间的电子设备。 
将多个珀耳帖结堆叠在一起，每个珀耳帖结负责一个特定的温度窗口，即可进一步提高电子设备冷却的整体性能。作为消耗功率的主动型热泵，热电冷却器可以产生低于环境的温度。单这一优势，其他传统的被动散热器、散热器冷却液体冷却或热管 HSF，都无法实现。然而，在泵送热量时，珀耳帖 模块通常也会消耗比泵送的热量更多的电能。 
几十年来，电子设备的热电冷却主要采用铋、碲及其化合物等窄带隙半导体来制造，直到“唐-崔瑟豪斯理论”的提出。该理论指出，将具有宽一些的带隙的半导体进行工程改造和纳米处理后，可以实现更高性能的电子设备冷却器材。 
随后，唐爽在麻省理工学院和IBM进一步指出，如果将某些碳基半导体或半金属材料，如碳纳米管和石墨烯超晶格，制成复合型电子设备冷却装置，便可以在单个设备中，同时实现被动导热和主动冷却。  